# Plaza Aragón (estación)
Plaza Aragón es una de las estaciones que forman parte del Metro de Ciudad de México, perteneciente a la Línea B. Se ubica al oriente del Estado de México, en el municipio de Ecatepec de Morelos.

## Información general
El nombre de la estación hace referencia a un centro comercial ubicado cerca de la estación llamado Plaza Aragón. Su símbolo es un puesto de tianguis en referencia a la plaza mencionada.

## Afluencia
En su correspondencia con la línea B el número total de usuarios, en esta estación, para el 2014 fue de 6,513,570 usuarios, el número de usuarios promedio para el mismo año fue el siguiente:
| Tipo de día   | Afluencia promedio |
| ------------- | ------------------ |
| Día festivo   | 13,637             |
| Día laboral   | 18,920             |
| Fin de semana | 15,606             |
| Anual         | 17,845             |

Y así se ha visto la afluencia de la estación en los últimos 10 años:
| Afluencia Anual de Pasajeros | Afluencia Anual de Pasajeros | Afluencia Anual de Pasajeros | Afluencia Anual de Pasajeros | Afluencia Anual de Pasajeros | Afluencia Anual de Pasajeros |
| ---------------------------- | ---------------------------- | ---------------------------- | ---------------------------- | ---------------------------- | ---------------------------- |
| Año                          | Afluencia                    | A Diario                     | Ranking                      | Incremento                   | Ref.                         |
| 2023                         | 5,922,318                    | 16,225                       | 77°/195                      | +5.78%                       | [ 3 ]                        |
| 2022                         | 5,598,573                    | 15,338                       | 72°/195                      | +26.87%                      | [ 3 ]                        |
| 2021                         | 4,412,715                    | 12,089                       | 65°/195                      | -6.39%                       | [ 4 ]                        |
| 2020                         | 4,713,938                    | 12,876                       | 67°/195                      | -34.51%                      | [ 5 ]                        |
| 2019                         | 7,198,356                    | 19,721                       | 90°/195                      | -3.09%                       | [ 6 ]                        |
| 2018                         | 7,428,085                    | 20,350                       | 88°/195                      | +5.11%                       | [ 7 ]                        |
| 2017                         | 7,067,177                    | 19,362                       | 90°/195                      | -5.98%                       | [ 8 ]                        |
| 2016                         | 7,516,552                    | 20,537                       | 88°/195                      | +1.78%                       | [ 9 ]                        |
| 2015                         | 7,384,811                    | 20,232                       | 86°/195                      | -1.05%                       | [ 10 ]                       |
| 2014                         | 7,463,033                    | 20,446                       | 87°/195                      | -7.31%                       | [ 11 ]                       |

## Esquema de estación
| Nivel de calle | Acceso a la estación |

| Mezzanine | Taquillas y acceso al andén |

| Andén | Dirección Ciudad Azteca (Norte)                  | ← hacia Ciudad Azteca |
| Andén | Plataforma central, puertas abren a la izquierda |                       |
| Andén | Dirección Buenavista (Sur)                       | hacia Olímpica →      |

## Salidas de la estación
- Norte: Avenida Central e Ignacio Zaragoza Colonia Ignacio Allende.
- Sur: Avenida Central y Avenida Santa Prisca/San Pedro Colonia San Agustín.

## Lugares de interés
- Plaza Aragón.
- Clínica 92 (IMSS)
- Hospital General Regional 196 Fidel Velázquez (IMSS)
- Supermercado Waldo's Mart